# The Black Label
The Black Label (en hangul, 더 블랙 레이블; estilizado como THEBLACKLABEL o THEBLΛƆKLΛBEL) es un sello discográfico fundado en 2016, dirigido por el productor Teddy Park, conocido por haber producido varias canciones exitosas para artistas de YG Entertainment como Blackpink, 2NE1, iKON y Big Bang.

## Historia
El 22 de septiembre de 2015, YG Entertainment anunció la creación de una subdiscogáfica independiente dirigida por Teddy Park junto con su colega, el productor Kush. El 17 de marzo de 2016, el artista surcoreano Zion.T firmó un contrato con la misma. El 3 de marzo de 2017, el rapero Okasian firmó un contrato exclusivo con la compañía. Posteriormente, Jeon Somi, la exintegrante del grupo I.O.I, se unió a la discográfica en septiembre de 2018 y debutó como solista 13 de junio de 2019.
Según el informe trimestral de YG Entertainment, el 16 de noviembre de 2020, el sello fue transformado en una empresa afiliada. Actualmente, YG  posee el 30 % de las acciones de la agencia.
En octubre de 2022, se informó que Jung Kyung-in, exCEO de Pearl Abyss, se incorporó al equipo directivo del sello discográfico.
A principios de 2023, The Black Label firmó contrato con el actor Park Bo-gum y planea expandir sus actividades en el sector de la gestión de actores.
En 2024, The Black Label colaboró con Mnet para producir el programa de competencia I-LAND 2, así como el grupo debutante, Izna (aunque finalmente el grupo fue formado bajo WakeOne Entertainment). En septiembre de ese mismo año, The Black Label debutó a su primer grupo femenino, Meovv, siendo también el primer grupo musical de la compañía.
El 6 de junio de 2025, The Black Label anunció que preparaba un grupo mixto a debutar, producido por Teddy. El 9 de junio, se abrieron las cuentas oficiales del grupo AllDay Project y se revelaron los integrantes y el 23 de junio debutaron oficialmente con el sencillo "Famous". 

## Artistas
| - Jeon Somi - Vince - Løren - Bryan Chase - Taeyang - Rosé - Meovv - AllDay Project - Teddy - R.Tee - Kush - 24 - Danny Chung - VVN - JuniorChef - Dominsuk | - Ella Gross - Park Bo-gum - Lee Jong-won |

## Antiguos artistas

### Solistas
- Zion.T
- Okasian

### Actores
- Lee Jun-young
- Heo Jae-hyuk
- Park Bo-Gum